# Leucandra armata
Leucandra armata är en svampdjursart som först beskrevs av Urban 1908.  Leucandra armata ingår i släktet Leucandra och familjen Grantiidae. Inga underarter finns listade i Catalogue of Life.